# Mūbandān
Mūbandān är en ort i Iran.   Den ligger i provinsen Gilan, i den norra delen av landet, 200 km nordväst om huvudstaden Teheran. Antalet invånare är 426.
Terrängen runt Mūbandān är platt åt nordost, men åt sydväst är den kuperad. Runt Mūbandān är det ganska tätbefolkat, med 134 invånare per kvadratkilometer. Närmaste större samhälle är Langarud, 1,7 km sydväst om Mūbandān. Trakten runt Mūbandān består till största delen av jordbruksmark.